# Nocturne (álbum de The Human Abstract)
Nocturne es el primer álbum de estudio de la banda estadounidense de metal The Human Abstract. Fue grabado en The Basement en Rural Hall, North Carolina y en Trax East en South River, New Jersey. En el MySpace de la banda (también en el CD Metal=Life) los últimos 50 segundos de "Desiderata" fueron incluidos como la intro de "Vela, Toguether We Await The Storm". Hasta ahora este es el último y único álbum con el guitarrista A.J Minette.

## Lista de canciones
1. "Harbinger" - 4:31
2. "Self Portraits of the Instincts" - 3:24
3. "Nocturne" - 3:29
4. "Crossing the Rubicon" - 5:06
5. "Sotto Voce" - 1:34
6. "Mea Culpa" - 3:32
7. "Movement from Discord" - 4:07
8. "Channel Detritus" - 5:27
9. "Polaris" - 4:23
10. "Echelons to Molotovs" 2:36
11. "Desiderata" - 3:54
12. "Vela, Together We Await the Storm" - 4:36

Se hicieron videos para las canciones "Crossing the Rubicon" y "Vela, Toguether We Await the Storm". Los videos de "Mea Culpa" y "Vela, Toguether We Await The Storm" fueron grabados en conciertos en vivo. Un poco después, un video nuevo fue producido para "Vela, Toguether We Await The Storm". Nocturne ha vendido 40.000 unidades en los Estados Unidos desde que salió en agosto de 2006.

## Sencillos
1. "Crossing the Rubicon" - Un video para "Crossing the Rubicon" fue producido gratis por un popular director de videos de música, Darren Doane (Deftones, Every Time I Die).
2. "Vela, Together We Await the Storm" - El video para esta canción fue dirigido por Michael Grodner (Planes Mistaken For Stars, Chiodos).
3. "Mea Culpa" - Un video producido independientemente.

## Canciones demo
Estas canciones fueron lanzadas en el demo álbum de 4 canciones de la banda, con material que no fue producido para Nocturne. Fueron grabados con su anterior vocalista, Nick, y cantadas con diferentes letras y melodías vocales. El demo fue grabado por Jonny Santos (spineshank) y Logan Mader (machinehead, soulfly).
1. Meperidine Cathedral (Movement from Discord Demo)
2. Winter Fevers (Polaris Demo)

## Créditos
- Nathan Ells - voz, letras
- A.J. Minette - Guitarra, piano
- Dean Herrera - guitarra
- Kenny Arehart - bajo
- Brett Powell - batería

- Datos: Q1143271